# ダイハツ・パイザー
パイザー（PYZAR）は、ダイハツ工業がかつて生産・販売していたトールワゴン型小型乗用車である。本項目では、その海外仕様車に当たるグランドムーヴ（GRAND MOVE）とグランムーヴ（GRAN MOVE）も併せて記述する。

## 概要
2代目シャレードソシアルをベースに開発された車である。1996年8月発売とコンパクトトールワゴンとしては早い時期の登場で、ダイハツの自社製小型ボンネットワゴンとしても1969年にコンパーノワゴンが生産中止（販売終了）されて以来27年振りである。5ナンバーサイズ枠の上限を大きく下回るサイズながら広い車内空間と当時大衆車に設定されることの少なかったフルオートエアコン、木目調パネル、本革シートなど装備が充実していたということもあり登場からしばらくはそこそこ売れたものの、同年に先行して大ヒットしていたマツダ・デミオを筆頭に多くの競合車が登場してきた事、さらに世間の「ダイハツ=軽自動車」というイメージが強い事もあって次第に販売が低迷。YRV登場後も販売を継続し、少数生産されたものの2002年7月に生産中止となり、その1か月後に販売終了となった。

## 初代 G301G/303G/311G/313G型 (1996年-2002年)
- 1996年8月 - 新発売。CM出演者はアグネス・ラム。
- 1997年9月 - マイナーチェンジ。内外装変更。4WD車のエンジンを1,600ccに変更。十字グリルなどを装備したスポーティグレードのエアロカスタム（1,600cc）追加。
- 1998年7月 - マイナーチェンジ。内外装変更。ベースグレードをCLからCLリミテッドに変更。同年には、欧州でグランムーヴとして発売された。
- 1999年9月 - マイナーチェンジ。エアロカスタムからエアロダウンカスタムに内外装とグレード名を変更。CLエアロバージョン追加。上級グレードのCX廃止。
- 2000年9月 - 一部改良。車体色変更。
- 2002年7月[2] - 生産終了。在庫対応分のみの販売となる。
- 2002年8月 - 在庫対応分が完売し販売終了。旧フォントの「DAIHATSU」の文字ロゴが最後まで採用された車種[注 2]となった。総販売台数は4万6,447台。
- 2012年5月 - リコール発表。エアバッグ制御装置の防水性が悪く、装置の上にある暖房機器の冷却水が漏れてきた場合、勝手にエアバッグが開いてしまうなどの恐れによる[3]。

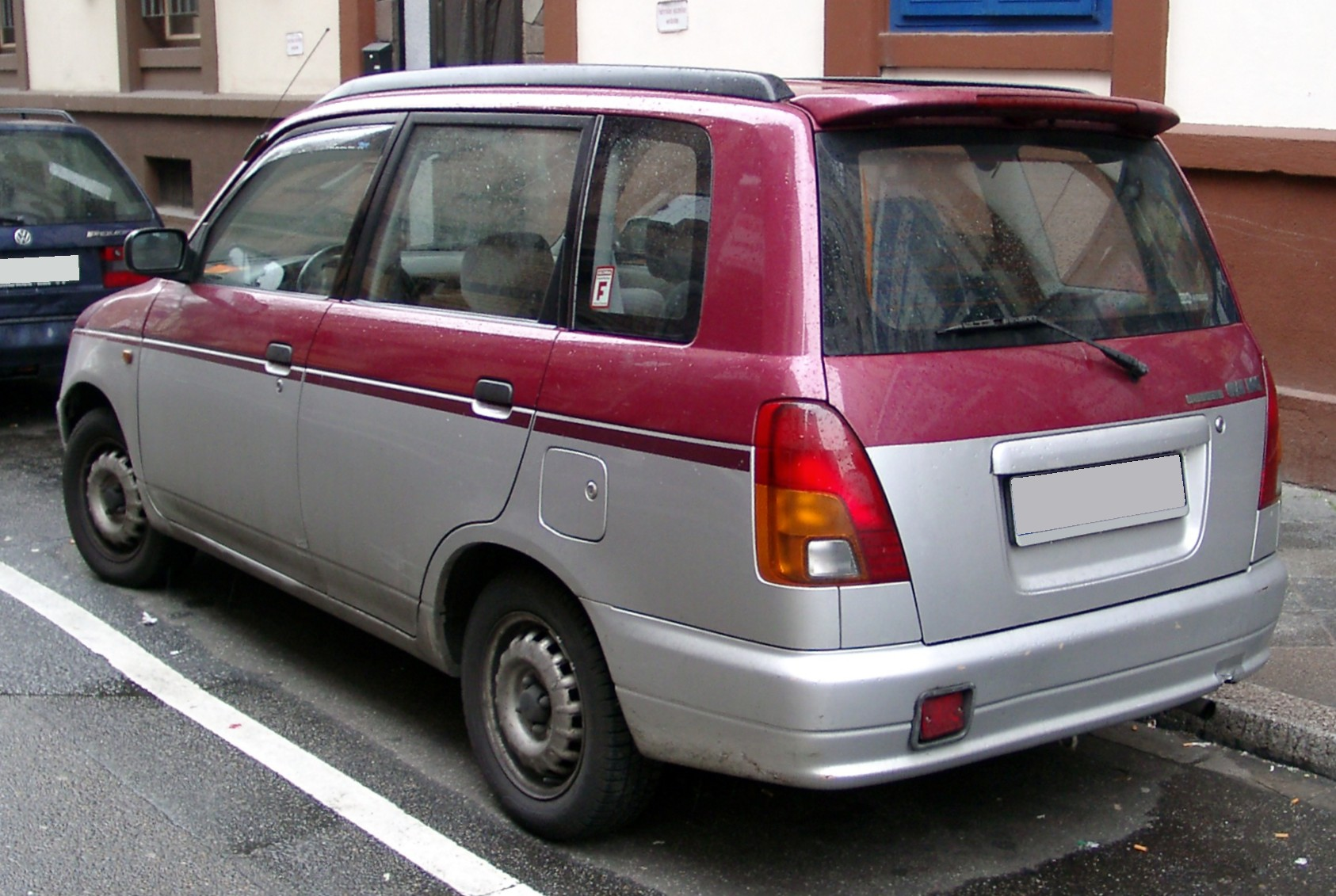
前期型 グランムーヴ輸出仕様 リア
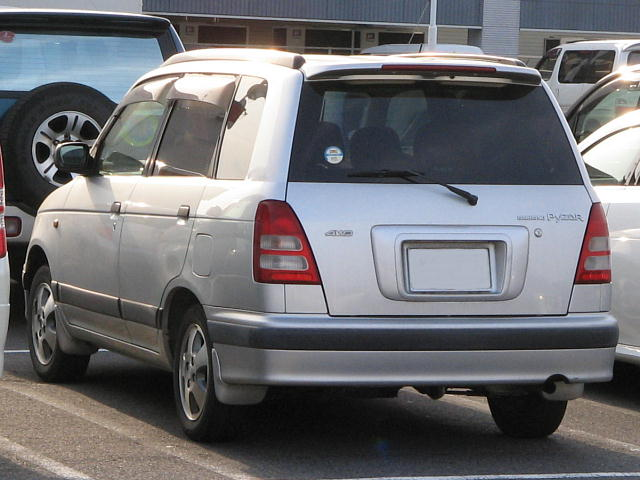
後期型 リア
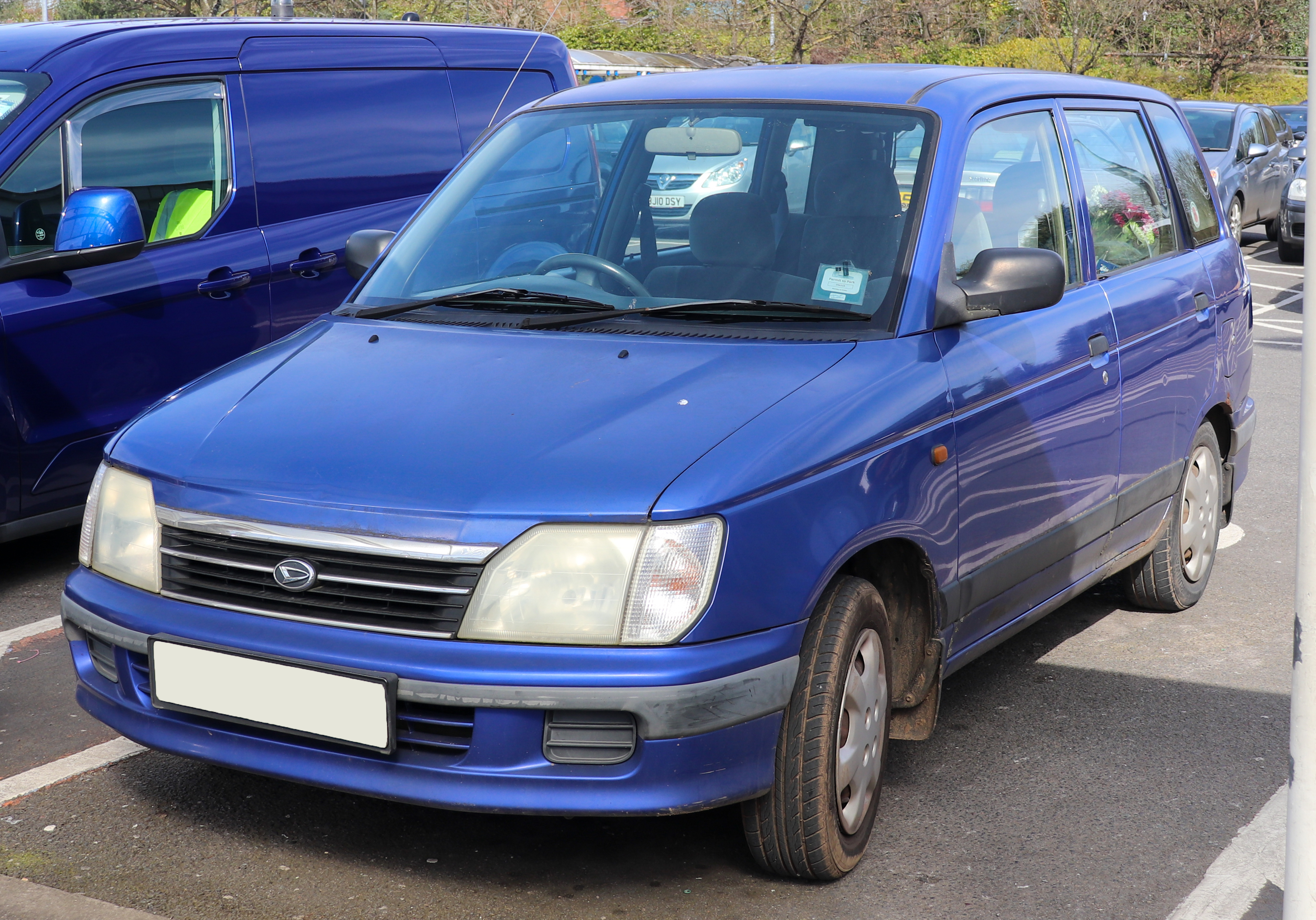
海外仕様 グランムーヴ
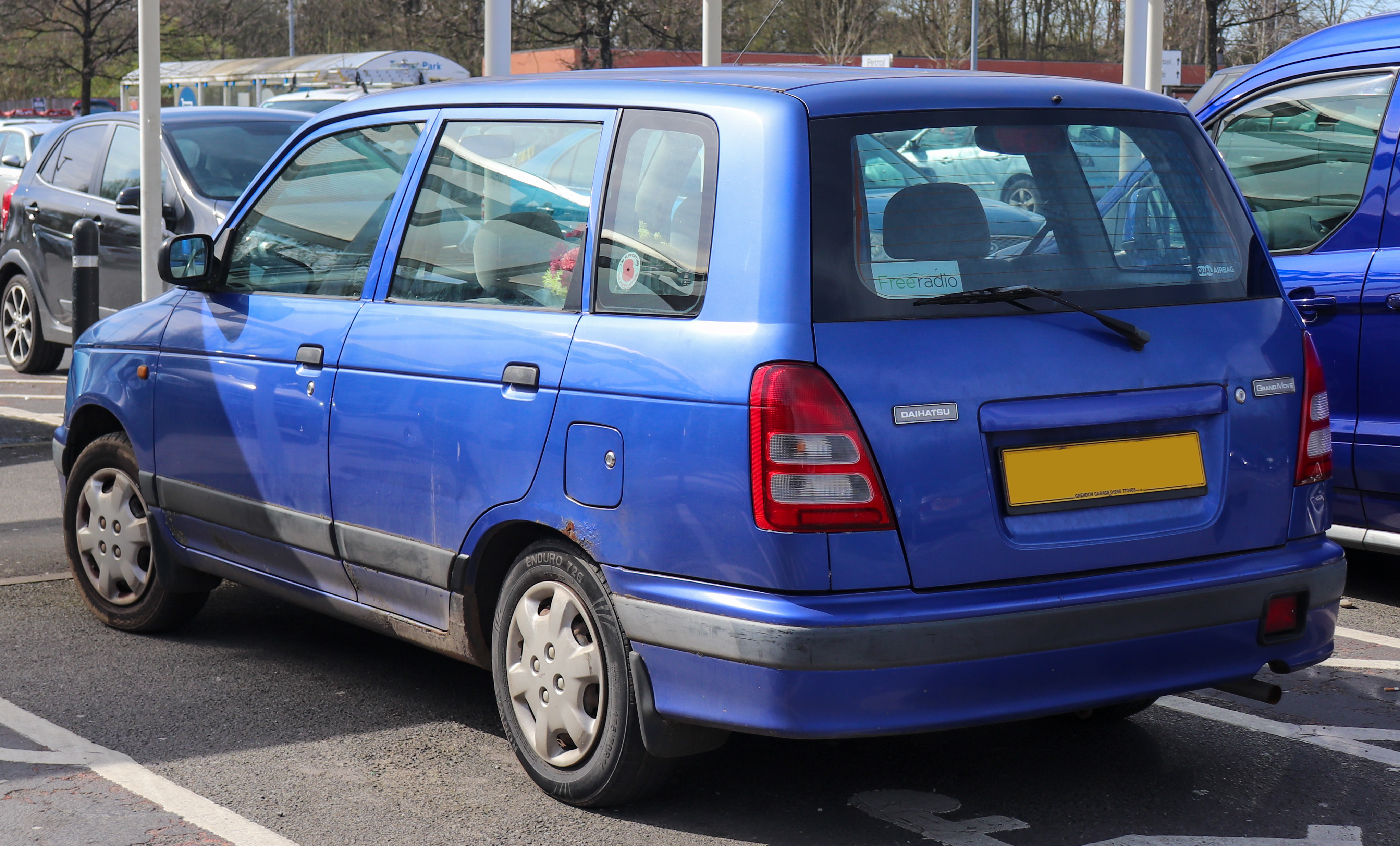
海外仕様 グランムーヴ リア
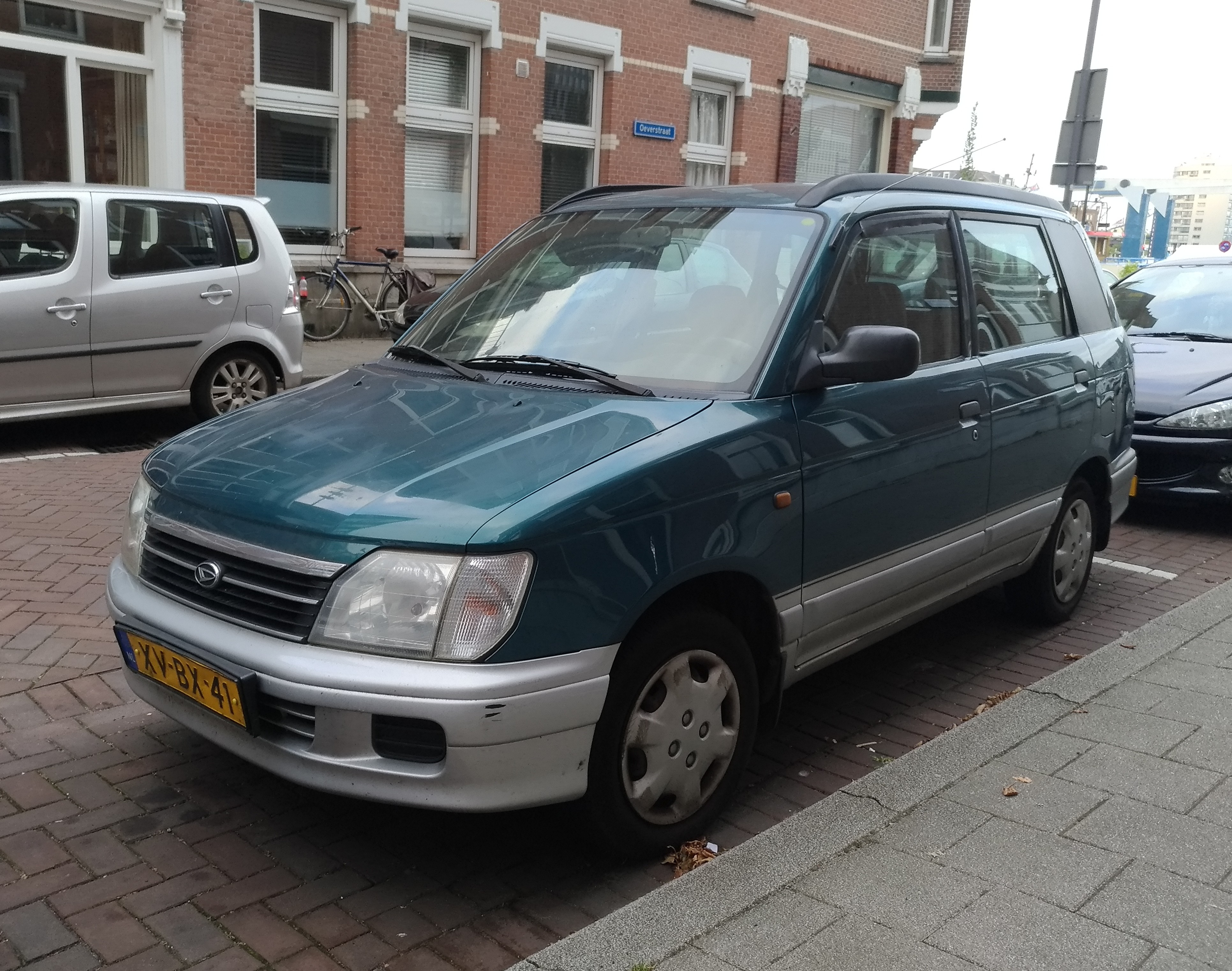
海外仕様 グランムーヴ フロント

## 性能
- エンジンは1,500cc（FF）と1,600cc（4WD）のガソリンエンジンの2種類
  - HD-EP型　直列4気筒SOHC16バルブ 1,589cc　115馬力
  - HE-EG型　直列4気筒SOHC16バルブ 1,498cc　100馬力
- トランスミッションは5速フロアMTと4速フロアATの2種類。
- 駆動方式はFFとビスカスLSD付センターデフ式フルタイム4WDの2種類。

## 販売台数
- 1996年：1万1,243台
- 1997年：1万5,108台
- 1998年：1万1,629台
- 1999年：4,503台
- 2000年：2,427台
- 2001年：1,087台
- 2002年：450台

## 車名の由来
パイザーの名の由来はモンゴル帝国時代のシルクロードの通行許可証、牌子（Paizah）からとった造語である。海外ではGRAN MOVE（グランムーヴ）の名で売られた。